# Francisco Monteverde
Francisco Antonio Monteverde Buggiano (1781 - 6 de julio de 1860) fue un destacado empresario molinero, minero y político de origen italiano, considerado uno de los hombres más acaudalados del siglo XIX en la ciudad de Hermosillo, Sonora, México.
Nacido de la unión entre Juan Bautista Monteverde y María Gerónima Buggiano, Monteverde llegó a Sonora a principios del siglo XIX desde Génova, Italia. Se estableció en el Pitic, donde se involucró en el comercio y la minería, marcando diferencias con otros recién llegados que se dedicaban principalmente a la agricultura. La posesión de tierras en la sociedad fronteriza era altamente prestigiosa, ya que no existían títulos nobiliarios en la región. Monteverde no fue hacendado ni funcionario público.
Su comercio prosperó notablemente, como evidencian los instrumentos notariales desde la segunda década del siglo XIX hasta su fallecimiento a mediados de la década de 1850. Aunque acumuló riqueza y prestigio, su esfera de influencia se mantuvo paralela a la red Gándara-Iñigo-Cubillas-Aguilar.
En 1814, contrajo matrimonio con María Antonia Díaz Gámez de Lorensave, hija de un militar presidial sin conexiones con la mencionada red. La pareja tuvo numerosos descendientes, de los cuales nueve sobrevivieron: Juan Francisco, Jesús, Florencio, Manuel, María Dolores, José, Pedro, Gabriel y Antonio.
En julio de 1817, Monteverde fue elegido teniente y juez político en la villa del Pitic. Posteriormente, en 1824, se convirtió en el primer Alcalde Municipal de Hermosillo, elegido constitucionalmente el 19 de noviembre de ese año, tras haber fungido como alcalde de primera elección en mayo de 1822.
La mayoría de sus hijos fueron enviados a estudiar fuera de Sonora, destacando Manuel y Florencio como ingenieros en minas, José y Pedro como abogados, y Gabriel como médico.
Aunque la familia Monteverde no formó parte de la red dominante, mantuvo relaciones comerciales con sus integrantes. En 1831, Francisco Monteverde Buggiano y Manuel María Gándara otorgaron fianza a Rafael Díaz, cuñado del primero, para ocupar el cargo de tesorero general del estado.
A pesar de su posición acomodada en la Villa del Pitic, la familia sufrió las consecuencias de la epidemia de sarampión de 1826, donde fallecieron tres de sus hijos y dos indígenas adoptados. Alrededor del 10% de la población local (761 personas) fallecieron a causa de dicha epidemia.
Monteverde fue propietario de la casa que en algún momento se convirtió en convento, escuela prevocacional y, finalmente, el Banco de Comercio, ubicado en la esquina de las calles Serdán y Yáñez, construido entre 1849 y 1851.
Falleció el 6 de julio de 1856 a causa de fiebre.